# دیلج
دیلج (به لاتین: Dilj) یک کوه در کرواسی است که در کرواسی واقع شده‌است. دیلج ۴۷۱ متر بالاتر از سطح دریا واقع شده‌است.